# 청양 장곡사 철조비로자나불좌상 및 석조대좌
청양 장곡사 철조비로자나불좌상 및 석조대좌(靑陽 長谷寺 鐵造毘盧遮那佛坐像 및 石造臺座)는 대한민국 충청남도 청양군 장곡사에 있는, 철로 만든 비로자나불 좌상과 돌로 만든 불상 받침이다. 남북국 시대 신라때 만들어졌다. 1963년 1월 21일 대한민국의 보물 제174호로 지정되었다.

## 개요
충청남도 청양 칠갑산에 자리잡은 《청양 장곡사 상 대웅전》 안에 모셔져 있는 불상으로 진리의 세계를 두루 통솔한다는 의미를 지닌 비로자나불을 형상화한 것이다.
삼각형에 가까운 작은 얼굴에는 긴 눈썹과 가는 눈, 작은 코와 입 등이 표현되어 다소 세속화된 모습이다. 어깨는 넓지만 볼륨은 약화되었다. 옷은 오른쪽 어깨를 드러내고 왼쪽 어깨만을 감싸고 있는데, 드러나 있는 오른쪽 어깨가 너무 소홀하게 처리된 느낌이다. 두 손은 가슴 앞에서 왼손 검지를 오른손으로 감싸고 있는데 이는 비로자나불만이 취하는 독특한 손모양으로 부처와 중생이 하나라는 의미를 지닌다.
불상이 앉아 있는 대좌(臺座)는 원래의 것이 아니라 석등 대좌를 가져다 놓은 것으로 불상과 조화를 이루지 못하고 어색한 모습이다. 부처의 몸 전체에서 나오는 빛을 상징하는 광배(光背)는 나무로 만들었는데, 머리광배·몸광배 안에 꽃모양의 장식이 채색되어 있다. 광배 가장자리에는 불꽃무늬가 채색되어 있는데 이런 것들은 모두 옆에 놓여 있는 《청양 장곡사 철조약사여래좌상 및 석조대좌》(국보 제58호)의 광배와 같은 양식이다.
전체적으로 평범한 얼굴, 빈약한 체형, 허술한 오른쪽 어깨의 처리 등에서 9세기 중엽 비로자나불 양식과는 현저한 차이를 보여주고 있으며, 《괴산 각연사 석조비로자나불좌상》(보물 제433호)과 거의 같은 유형의 작품으로 보인다.

## 참고 자료
- 청양 장곡사 철조비로자나불좌상 및 석조대좌 - 국가유산청 국가유산포털